# مجموعة نقل القدرة

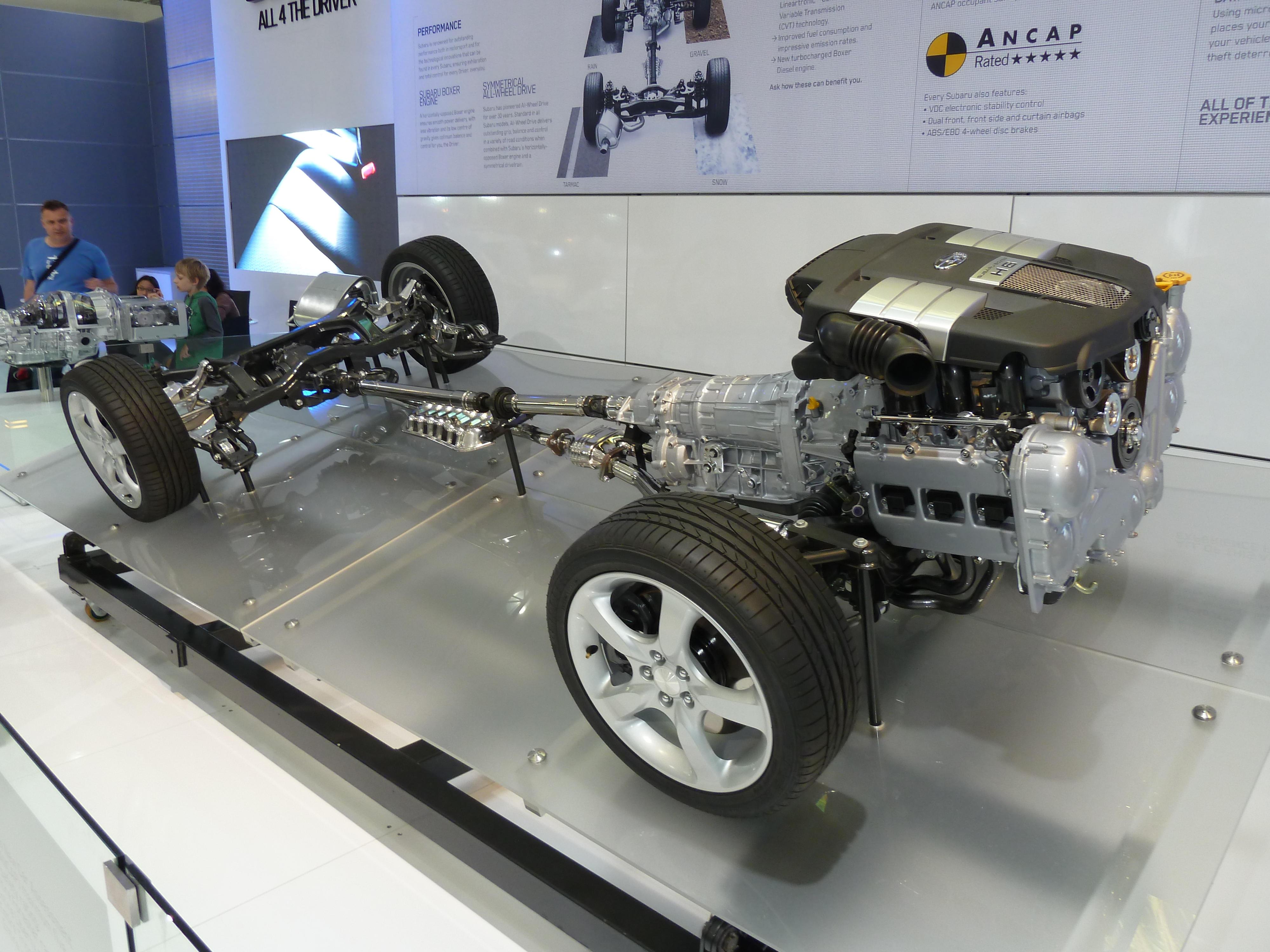
مجموعة نقل الحركة في السيارات الحديثة، تتألف من المحرك ومحول عزم الدوران أو دولاب الموازنة وناقل الحركة وعمود القيادة ونظام التعليق والعجلات. تتميز مجموعة نقل الحركة هذه بالدفع الرباعي.

في المركبات الآلية، تتكون مجموعة نقل القدرة من المكونات الرئيسية التي تولد الطاقة وتنقلها إلى سطح الطريق أو الماء أو الهواء. يشمل ذلك المحرك، وناقل الحركة، وأعمدة الدوران، والتروس التفاضلية، ونظام الدفع النهائي (مثل العجلات القائدة، أو المسار المستمر كما هو الحال في الدبابات العسكرية أو الجرارات المجنزرة، أو المروحة). تتضمن أنظمة نقل الحركة الهجينة أيضًا محركًا كهربائيًا واحدًا أو أكثر لتشغيل عجلات المركبة. أما المركبات الكهربائية بالكامل (السيارات الكهربائية)، فتستغني تمامًا عن المحرك التقليدي وتعتمد فقط على المحركات الكهربائية لدفع المركبة. وفي بعض الأحيان، يُستخدم مصطلح وحدة الطاقة (Powerplant) بشكل غير رسمي للإشارة إلى المحرك أو في حالات أقل، إلى مجموعة نقل الحركة بأكملها.
يتكون خط القيادة (Driveline) أو نظام القيادة (Drivetrain) في المركبة من أجزاء مجموعة نقل الحركة باستثناء المحرك. وهو الجزء الذي يتغير حسب نوع الدفع في المركبة، سواء كان الدفع أمامي، خلفي، رباعي، أو في الحالات النادرة الدفع السداسي أو الثماني.
بمعنى أوسع، تشمل مجموعة نقل القدرة جميع المكونات المستخدمة لتحويل الطاقة المخزنة (مثل الطاقة الكيميائية، الشمسية، النووية، الحركية، الكامنة، وغيرها) إلى طاقة حركية لأغراض الدفع. وهذا يشمل استخدام مصادر طاقة متعددة والمركبات غير القائمة على العجلات.